# Marcel Saule
Pour les articles homonymes, voir Saule (homonymie).
Marcel Saule, né en 1929 et mort en 2022, est un enseignant, botaniste et dessinateur français. Il est particulièrement connu pour son ouvrage La grande Flore illustrée des Pyrénées qu'il a écrit et dessiné pendant plus de 25 ans. Sa fille Hélène Saule-Sorbé en illustre les éditions.

## Biographie
Il est né à Martel dans le Quercy le 28 juillet 1929, et décède le 30 novembre 2022.
Il reçoit en 2018 le prix Gandoger de la Société botanique de France pour sa publication de la Nouvelle Flore Illustrée des Pyrénées.

## Publications
- La grande flore illustrée des Pyrénées, Tarbes, Randonnées pyrénéennes, 1992, 765 p. (ISBN 2-905521-47-3).
- Nouvelle flore illustrée des Pyrénées, Pau, Éditions du Pin à crochets, 2018, 1379 p. (ISBN 978-2-911715-53-2).
- « Quelques plantes intéressantes de la zone frontière allant du Massif du Visaurin au Massif d'Anie (Pyrénées occidentales) », Botánica Pirenaico-Cantábrica, vol. 5,‎ 1990, p. 191-198.
- « Un botaniste français à la rencontre des botanistes espagnols au cours des campagnes napoléoniennes », dans Les naturalistes français en Amérique du sud. XVIe – XIXe siècle, coll. « Actes des congrès nationaux des sociétés historiques et scientifiques » (no 118), 1995, p. 319-330.
- « Présence des industries acheuléennes autour de Salies-de-Bearn (Pyrénées-Atlantiques) », Archéologie des Pyrénées occidentales et des Landes, vol. 25,‎ 2006, p. 7-10.
- « Pèlerinage à Saint-Paul-des-Fonts en hommage au "curé des fleurs" », Bulletin de la Société Botanique du Centre-Ouest, vol. 39,‎ 2008, p. 415-418 (lire en ligne).
- « Le rayonnement transpyrénéen du professeur Pedro Montserrat », Pirineos, vol. 172,‎ 2017, p. 4.
- En collaboration
  - avec Claude Dendaletche : Guide du naturaliste dans les Pyrénées occidentales, Delachaux et Niestlé, 1973-1974, 2 vol..
  - Avec Pierre Cascouat : « Deux nouvelles stations à Adonis Pyrenica Dc. en vallée d'Aspe (Pyrénées-Atlantiques) », Bulletin de la Société Botanique de France, vol. 133,‎ 1986, p. 305-312.
  - avec Jean Vivant : « Sur la présence de Juncus foliosus Desf. dans les Landes méridionales », Bulletin de la Société Botanique de France, vol. 136,‎ 1989, p. 335-338 (lire en ligne).

La liste complète des publications de Marcel Saule a été publiée dans la revue Le Monde des Plantes .

## Hommages
- Un sentier botanique porte son nom, situé dans la Vallée de Barétous[5].